# ヴェルクラーゴ
ヴェルクラーゴ（伊: Vercurago）は、イタリア共和国ロンバルディア州レッコ県にある、人口約2,800人の基礎自治体（コムーネ）。

## 地理

### 位置・広がり
レッコ県中部のガルラーテ湖東岸に面するコムーネ。県都レッコから南南東へ5km、ミラノから北北東へ43kmの距離にある。

#### 隣接コムーネ
隣接するコムーネは以下の通り。
- カロルツィオコルテ
- エルヴェ
- ガルラーテ
- レッコ
- オルジナーテ

### 地勢・地形
- 湖沼：ガルラーテ湖 (it:Lago di Garlate)

### 気候分類・地震分類
気候分類では、zona E, 2389 GGに分類される。
また、イタリアの地震リスク階級 (it) では、zona 3 (sismicità bassa) に分類される。

## 行政

### 山岳部共同体
レッコ県とベルガモ県にまたがる広域自治体「ラーリオ・オリエターレ＝ヴァッレ・サン・マルティノ山岳部共同体」  (it:Comunità montana Lario Orientale - Valle San Martino)  （事務所所在地: レッコ県ガルビアーテ）に属するコムーネである。